# Ceratocaryum decipiens
Ceratocaryum decipiens là một loài thực vật có hoa trong họ Restionaceae. Loài này được (N.E.Br.) H.P.Linder mô tả khoa học đầu tiên năm 1985.